# Rosenmetoden
Rosenmetoden (på engelska Rosen Method Bodywork) är en psykologiskt orienterad kroppsbehandling inom alternativmedicinen som skapats av den tysk-amerikanska sjukgymnasten Marion Rosen (1914–2012). Metoden marknadsförs av terapeuterna som friskvård eller som en behaglig avspänningsmetod som kan leda till ökad självinsikt. Rosenmetoden praktiseras i dag[när?] i mer än 20 länder på minst fyra olika kontinenter.[källa behövs]
Behandlingsmetoden är baserad på tron att det finns samband mellan muskelspänningar och minnen från tidigare traumatiska upplevelser, stress och undantryckta känslor som satt sig i en öm och spänd kropp. Avspänningen sker när beröringen når in till det omedvetna och smärtan kan komma upp till ytan och fysiskt och känslomässigt genomlevas.
I Sverige finns cirka 500[när?] utbildade Rosenterapeuter som är organiserade i Kroppsterapeuternas yrkesförbund. Förbundet samlar även Rosenrörelsepedagoger, så kallade "Easy Movements instructors", som med mjuka gymnastiska rörelser till musik leder deltagarna till muskelavspänning, ökad kroppsmedvetenhet och förbättrad kroppshållning. Även dessa rörelser togs fram av Marion Rosen.
Förespråkare för Rosenmetoden menar bland annat att muskelspänningar försvinner för alltid när man kommer i kontakt med sina minnen och känslor kopplade till muskelspänningarna. Behandlingen är avsedd att rikta sig till kroppen och rosenterapeuten ska ge respons till patienten på vad som händer i kroppen och andningen under behandlingen.
Behandlingen går till så att patienten ligger på en massagebänk där baksidan av kroppen alltid behandlas först, för att efter cirka halva tiden sedan vändas och behandla framsidan. Mot slutet sitter terapeuten bakom patientens huvud och behandlar muskler i nacke, axlar och huvud.[källa behövs]
Det finns ingen vetenskaplig dokumentation som styrker att metoden fungerar. Forskning på mindre grupper vid Karolinska institutet i samarbete med Axelsons Gymnastiska Institut har dock visat på viss effekt. Forskningens resultat kan inte besvara några generaliserbara behandlingseffekter av Rosenmetoden utan bör ses som en utgångspunkt till en ny studie där antagandena i den teoretiska fyrfältsmodellen skulle kunna testas. Det finns väl dokumenterat att beröring generellt har flera fysiska och psykiska effekter såsom att lindra smärta, oro, stress med mera samt förbättra sömnen.[källa behövs]